# Кириллово (Нюксенський район)
Кири́ллово (рос. Кириллово) — присілок у складі Нюксенського району Вологодської області, Росія. Входить до складу Ігмаського сільського поселення.

## Населення
Населення — 3 особи (2010; 5 у 2002).
Національний склад (станом на 2002 рік):
- росіяни — 100 %